# Rumi Utsugi
Rumi Utsugi (宇津木 瑠美, Utsugi Rumi, Kawasaki, 5 december 1988) is een Japans voetbalster die als middenvelder speelt bij Reign FC.

## Carrière

### Clubcarrière
Utsugi begon haar carrière in 2004 bij Nippon TV Beleza. Met deze club werd zij in 2005, 2006, 2007 en 2008 kampioen van Japan. Ze tekende in 2010 bij Montpellier HSC. In zes jaar speelde zij er 101 competitiewedstrijden. Ze tekende in juli 2016 bij Reign FC.

### Interlandcarrière
Utsugi nam met het Japans elftal onder 20 deel aan het WK onder 19 in 2002.
Utsugi maakte op 21 mei 2005 haar debuut in het Japans vrouwenvoetbalelftal tijdens een vriendschappelijke wedstrijd tegen Nieuw-Zeeland. Zij nam met het Japans elftal deel aan de Wereldkampioenschappen vrouwenvoetbal in 2007. Daar stond zij in alle drie de wedstrijden van Japan opgesteld, maar Japan werd uitgeschakeld in de groepsfase. Zij nam met het Japans elftal deel aan de Olympische Zomerspelen in 2008 en kwam met Japan tot de halve finale. Zij nam met het Japans elftal deel aan de Wereldkampioenschappen vrouwenvoetbal in 2011. Daar stond zij in twee wedstrijden van Japan opgesteld en Japan behaalde goud op het wereldkampioenschap. Zij nam met het Japans elftal deel aan de Wereldkampioenschappen vrouwenvoetbal in 2015. Daar stond zij in zes wedstrijden van Japan opgesteld en Japan behaalde zilver op het wereldkampioenschap. Ze heeft 112 interlands voor het Japanse vrouwenelftal gespeeld en scoorde daarin zes keer.

## Statistieken
| Japans vrouwenvoetbalelftal | Japans vrouwenvoetbalelftal | Japans vrouwenvoetbalelftal |
| Jaar                        | Wed.                        | Dlp.                        |
| --------------------------- | --------------------------- | --------------------------- |
| 2005                        | 5                           | 0                           |
| 2006                        | 2                           | 0                           |
| 2007                        | 9                           | 0                           |
| 2008                        | 10                          | 4                           |
| 2009                        | 3                           | 0                           |
| 2010                        | 9                           | 1                           |
| 2011                        | 9                           | 0                           |
| 2012                        | 7                           | 0                           |
| 2013                        | 8                           | 0                           |
| 2014                        | 12                          | 0                           |
| 2015                        | 13                          | 0                           |
| 2016                        | 3                           | 0                           |
| 2017                        | 13                          | 0                           |
| 2018                        | 8                           | 1                           |
| 2019                        | 2                           | 0                           |
| Totaal                      | 113                         | 6                           |